# Catocala columbina
Catocala columbina là một loài bướm đêm thuộc họ Erebidae. Loài này có ở Tứ Xuyên, Chekiang, Đài Loan và Nhật Bản.

## Phụ loài
- Catocala columbina columbina
- Catocala columbina okurai (Taiwan)
- Catocala columbina yoshihikoi (Japan)